# Блиново (Сочи)
Блино́во — микрорайон в Адлерском районе «города-курорта Сочи» в Краснодарском крае.

## География
Расположен у северо-западной кромки Имеретинской низменности, в 3,5 км от берега Чёрного моря.

## История
История поселения начинается в 1920-х годах, когда значительная часть бойцов 2-й Кавалерийской дивизии 1-й Конной Армии прибыла в Адлер и организовала коммуну, названную в честь погибшего командира дивизии — героя Гражданской войны М. Ф. Блинова. Позже коммуна была преобразована в укрупнённый колхоз «им. Блинова», а в 1960-х он был объединён с колхозом «им. Калинина» в плодоовощной совхоз № 11. Позже переименованный в совхоз «Восход» — крупнейший производитель овощей, чая и табака.

## Учебные заведения
На территории микрорайона расположено муниципальное образовательное бюджетное учреждение средняя общеобразовательная школа № 28, построенная в 1989 году.

## Улицы
Главная улица микрорайона — федеральная трасса Новороссийск-Сухум, представленная в микрорайоне улицей Каспийская. Другие улицы — улица Блинова, переулок Блинова. В основном, все многоквартирные дома имеют адрес — улица Лесная.

## Блиновский лес
В верхней части вытянутого перпендикулярно морскому побережью микрорайона сохранился уникальный уголок природы — буковый лес. В лесу представлено многие представители флоры Черноморского побережья Кавказа. Отчётливо видны ярусы букового леса, хорошо сохранился подлесок и травостой. В лесу выделяется несколько экологических зон. В восточной части леса расположены два озера — «Блиново» и «Зелёное».

## Достопримечательности
- Храм Святой Марии Магдалины в Блиново